# ASAP Mob
ASAP Mob (estilizado como A$AP Mob) es un colectivo de hip hop estadounidense formado en 2006 en Harlem, Nueva York, conformado por raperos, productores discográficos, directores de vídeos musicales y diseñadores de moda. En agosto de 2012, el colectivo lanzó la mixtape Lords Never Worry, seguido del sencillo «Trillmatic» en 2013 y de su álbum de estudio debut, Cozy Tapes Vol. 1: Friends, en octubre de 2016. Un año después publicaron su segundo disco, Vol. 2: Too Cozy.

## Historia

### Formación y primeros años (2006-2012)
En 2006, Steven Rodríguez, conocido profesionalmente como A$AP Yams, formó el colectivo con sus compañeros neoyorquinos A$AP Bari, A$AP Kham y A$AP Illz; el rapero de Harlem A$AP Rocky se unió más tarde. En el verano de 2011, el grupo lanzó los vídeos musicales de los sencillos de Rocky «Peso» y «Purple Swag», producidos por A$AP Ty Beats, seguidos del mixtape Live.Love.A$AP en octubre. Ese mes, el artista firmó un contrato discográfico con Sony Music Entertainment.

### Lords Never Worry(2012–2014)
El 27 de agosto de 2012, A$AP Mob lanzó su proyecto debut, una mixtape titulada Lords Never Worry, como descarga gratuita. De septiembre a noviembre, Rocky salió de gira acompañado de los artistas Schoolboy Q, Danny Brown y A$AP Mob en apoyo de su álbum de debut en solitario. En enero de 2013, A$AP Ferg firmó un acuerdo de colaboración con RCA y Polo Grounds, y lanzó su sencillo «Work» a través de la plataforma iTunes. Le siguió un remix oficial de la misma canción, en el que participaron Rocky, French Montana, Schoolboy Q y Trinidad James. El álbum de debut de Rocky, Long. Live. A$AP, fue publicado el 15 de enero de 2013, y debutó en la primera posición de la lista Billboard 200.

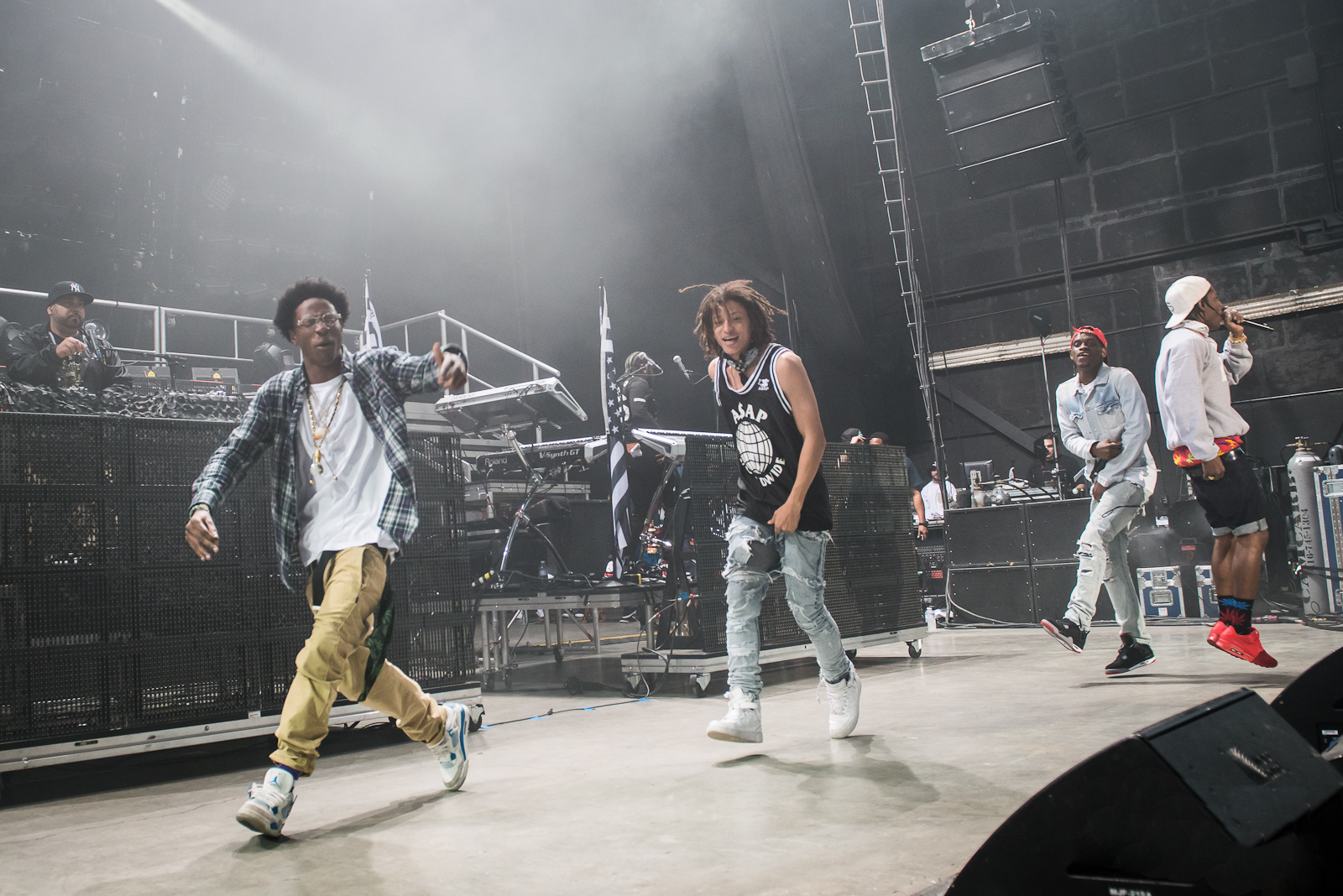
Miembros de ASAP Mob con Joey Badass (izquierda) en la gira Under the Influence en Toronto, 2013.

A$AP Ferg anunció que A$AP Mob estrenaría su primera producción discográfica luego de la publicación de su álbum debut en solitario Trap Lord, el 20 de agosto de 2013. Este último alcanzó la novena posición el Billboard 200 y la cuarta en la lista de Top R&B/Hip-Hop Albums, con alrededor de 32.000 copias vendidas en Estados Unidos en la primera semana de su lanzamiento. En noviembre de 2013, A$AP Rocky anunció que el álbum debut de A$AP Mob se titularía Lords, y un mes después salió al mercado «Trillmatic», primer sencillo. El título del álbum fue cambiado a L.O.R.D. El 13 de enero de 2014, A$AP Ant lanzó un nuevo sencillo, titulado «See Me».
El 26 de septiembre de 2014, A$AP Yams reveló que el proyecto del álbum L.O.R.D. había sido archivado.

### SerieCozy Tapes(2015–presente)
El 18 de enero de 2015, A$AP Mob reveló que A$AP Yams había fallecido por una intoxicación aguda de drogas mixtas. El 15 de octubre de 2016, A$AP Rocky confirmó que el primer álbum del grupo, titulado Cozy Tapes Vol. 1: Friends, estaba terminado. Dedicado a A$AP Yams, el disco salió a la venta el 31 de octubre de 2016 y contó con la participación de varios artistas, como Playboi Carti, Skepta y Tyler, The Creator.
El 1 de agosto de 2017, A$AP Rocky anunció que Cozy Tapes Vol. 2: Too Cozy saldría a la venta el 25 de agosto, precedido por el álbum 12 de ASAP Twelvyy el 4 de agosto y el disco Still Striving de ASAP Ferg el 18 de agosto. El 13 de enero de 2019, ASAP Ant anunció que dejaba el colectivo para centrarse en su carrera en solitario. Regresó en abril, confirmando que el grupo había comenzado a trabajar en su tercer álbum de estudio, Cozy Tapes 3.
El 2 de febrero de 2020, murió J. Scott, también conocido como A$AP Snacks. El 8 de abril del mismo año, la rapera Chynna fue encontrada muerta por una sobredosis accidental de drogas. Tenía 25 años.

## Discografía

### Álbumes de estudio
| Título                      | Detalles | Máxima posición en listas | Máxima posición en listas | Máxima posición en listas | Máxima posición en listas | Máxima posición en listas | Máxima posición en listas | Certificaciones |
| Título                      | Detalles | EE. UU.                   | EE. UU. R&B /HH           | EE. UU. Rap               | AUS                       | CAN                       | Reino Unido               | Certificaciones |
| --------------------------- | --- | ------------------------- | ------------------------- | ------------------------- | ------------------------- | ------------------------- | ------------------------- | --------------- |
| Cozy Tapes Vol. 1: Friends  | - Lanzamiento: 31 de octubre de 2016 - Discográfica: ASAP Worldwide, Polo Grounds, RCA - Formatos: CD, descarga digital | 13                        | 4                         | 4                         | 50                        | 34                        | 84                        |                 |
| Cozy Tapes Vol. 2: Too Cozy | - Lanzamiento: 25 de agosto de 2017 - Discográfica: ASAP Worldwide, Polo Grounds, RCA - Formatos: CD, descarga digital  | 6                         | 4                         | 3                         | 24                        | 14                        | 54                        | - RIAA: Oro     |